# 畠山重則
畠山 重則（はたけやま しげのり、1944年8月2日 - ）は、北海道静内郡静内町（現・日高郡新ひだか町）出身の元騎手・元調教師。実家は有限会社畠山牧場で、長兄・重博は同牧場社長。

## 来歴
1964年に東京・田中和夫厩舎に騎手見習いとして入門し、1965年に騎手免許を取得。開業したばかりの田中にとって、笹倉武久と並ぶ第一号の弟子であった。年齢は畠山の方が上であったが、一度高校に入学してから入ったため、競馬界に入ったのは笹倉の方が早かった。畠山も入門当時は体が大きく、朝食の時に田中に「朝はパンで結構です」と言ってしまった。体重を気にしてのことであったが、それに合わせなければならない笹倉は「ただでさえ、腹が減っているのに、余計なことを言ってくれたんだ（笑）。」と後に振り返っている。
1974年には勝又忠厩舎、1978年には飯塚好次厩舎と移籍していき、1979年に調教師免許を取得したため騎手を引退。騎手成績は通算1787戦143勝で、重賞は1勝も出来なかった。
引退後の1980年に厩舎を開業し、10月11日に初出走となった福島第5競走でミスマッキンレーが2着となる。12月6日に中山での第12競走でグリーンエコーが勝利し、述べ14頭目で初勝利を挙げる。2年目の1981年に新潟記念をハセシノブで制し、騎手時代を含む重賞初勝利を挙げる。
1985年春には一時シリウスシンボリを厩舎に受け入れ、優秀調教師賞を初受賞。
1995年10月10日に管理馬が地方で初出走させ、1998年7月15日に浦和で行われたマルチロマン特別を1番人気のカゼノオーが制し、地方初勝利を挙げる。
2005年8月6日の新潟第7競走で中央通算300勝を達成し、2015年2月28日付けで定年により調教師を引退。

## 騎手成績
| 通算成績 | 1着 | 2着 | 3着 | 騎乗数 | 勝率 | 連対率 |
| -------- | --- | --- | --- | ------ | ---- | ------ |
| 平地     | 137 | 195 | 183 | 1712   | .080 | .194   |
| 障害     | 6   | 12  | 12  | 75     | .080 | .240   |
| 計       | 143 | 207 | 195 | 1787   | .080 | .196   |

|            | 日付           | 競走名      | 馬名         | 頭数 | 人気 | 着順 |
| ---------- | -------------- | ----------- | ------------ | ---- | ---- | ---- |
| 重賞初騎乗 | 1966年5月3日   | 4歳牝馬特別 | ヤグラダイコ | 16頭 | 13   | 11着 |
| GI級初騎乗 | 1968年12月15日 | 朝日杯3歳S  | メジロザオー | 17頭 | 13   | 5着  |

### 主な騎乗馬
- タケブエ（1969年目黒記念 (秋)2着・天皇賞 (秋)4着、1970年アメリカジョッキークラブカップ3着）
- ロイヤルスプリンタ（1973年日本短波賞3着）
- タケシバオー
- ハクズイコウ
- シャダイターキン

## 調教師成績
|                    | 日付           | 競走名       | 馬名             | 頭数 | 人気 | 着順 |
| ------------------ | -------------- | ------------ | ---------------- | ---- | ---- | ---- |
| 初出走             | 1980年10月11日 | -            | ミスマッキンレー | -    | -    | 2着  |
| 初勝利             | 1980年12月6日  | -            | グリーンエコー   | -    | -    | 1着  |
| 重賞初出走・初勝利 | 1981年8月23日  | 新潟記念     | ハセシノブ       | 9頭  | 7    | 1着  |
| GI初出走           | 1981年10月25日 | 天皇賞（秋） | ハセシノブ       | 16頭 | 11   | 14着 |

### 主な管理馬
- ハセシノブ（1981年新潟記念・オールカマー、1982年新潟大賞典）
- ロシアンブルー（1985年七夕賞・新潟記念）
- ハセベルテックス（1987年フラワーカップ）
- ヤマタケサリー（1989年テレビ東京賞3歳牝馬ステークス）[7]
- アイルトンシンボリ（1992年・1993年ステイヤーズステークス、1994年宝塚記念2着）
- マイヨジョンヌ（1996年・1997年新潟大賞典、1996年福島記念）
- アルコセニョーラ（2007年福島記念、2008年新潟記念）[7]
- コスモメドウ（2011年ダイヤモンドステークス）

### 表彰
- 優秀調教師賞（関東。1985年）